# Renault R29
Renault R29 — гоночный автомобиль с открытыми колёсами команды ING Renault F1 Team на сезон 2009 Формулы-1.

## Презентация и тесты
Презентация машины состоялась 19 января 2009 на трассе Алгарве. Там же команда провела и первые тесты нового болида, длившиеся с 19 по 22 января. В них, помимо Renault, участвовали Williams, McLaren, Toyota и Toro Rosso. Renault с момента начала разработки болида R29 решила использовать систему KERS, разработанную совместно с фирмой Magnetti-Marelli.

## История выступлений
На сезон 2009 года команда возлагала большие надежды. Предполагалась борьба за оба титула. Однако выступления оказались разочаровывающими. Фернандо Алонсо лишь иногда удавалось пробиваться в третий сегмент квалификации, причем в Венгрии он даже смог взять поул. Однако это было скорее исключением из правила. Обычно испанец оставался за бортом первой десятки в квалификации. В гонках дела обстояли не лучше - всего один подиум, завоеванный на трассе в Сингапуре. За год Алонсо набрал всего 26 очков - худший результат в карьере, если не считать дебютного сезона 2001 года в Minardi.
Эти очки оказались единственными для команды, так как ни один из напарников испанца не смог набрать ни одного балла. Большую часть сезона вторым пилотом Renault был Нельсиньо Пике. Однако из-за неудовлетворительных результатов бразилец был заменен на Ромена Грожана. Оба пилота значительно уступали Алонсо как в квалификациях (1-9 у Пике и 0-7 у Грожана), так и в гонках.
Кроме того, с командой были связаны несколько скандалов. Во-первых, это так называемый "Крэшгейт" Пике на Гран-при Сингапура 2008 года. Тогда Нельсиньо попал в аварию, был выпущен пейс-кар, что сыграло на руку Алонсо, который и выиграл гонку. В ходе расследования руководители команды Renault Флавио Бриаторе и Пэт Симондс были обвинены в том, что подговорили Пике к преднамеренной аварии. В результате Бриаторе был пожизненно отстранен от участия в каких-либо гоночных сериях, а дисквалификация Симондса составила 5 лет.
Во время гонки в Венгрии у болида Алонсо отлетело переднее правое колесо. Причиной этому являлся не до конца закрученный колпак. В свете последних событий (за неделю до этапа в Будапеште на гонке Формулы-2 в Брэндс-Хэтче отлетевшее колесо убило Генри Сертиса, сына Чемпиона мира 1964 года Джона Сертиса) было принято решение дисквалифицировать команду Renault на один этап. Впоследствии это наказание было заменено денежным штрафом.

## Спонсоры
Титульный спонсор — ING, основные спонсоры: Total, Elf, Мегафон, Pepe Jeans.

## Галерея

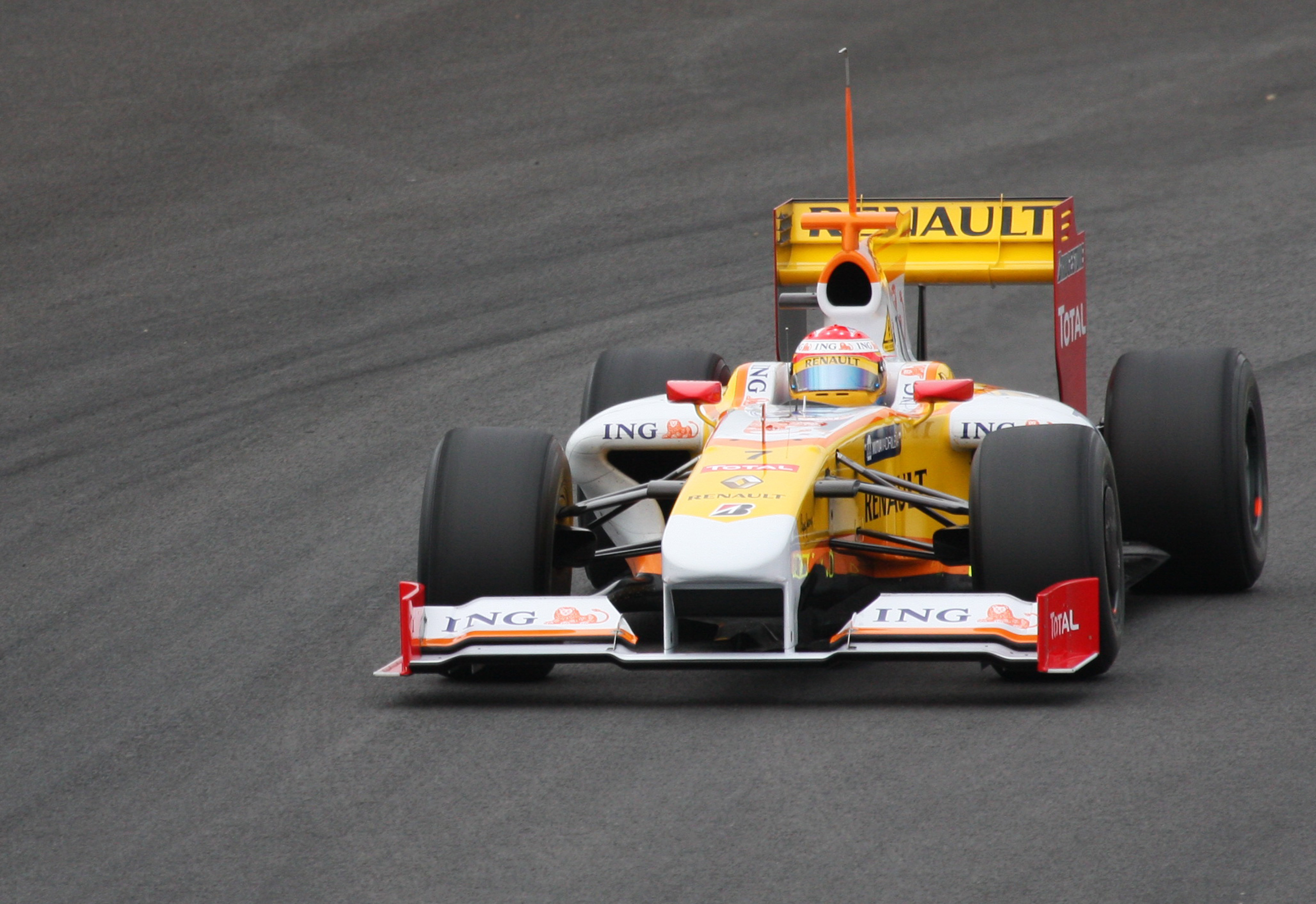
Тесты в Хересе зимой 2009
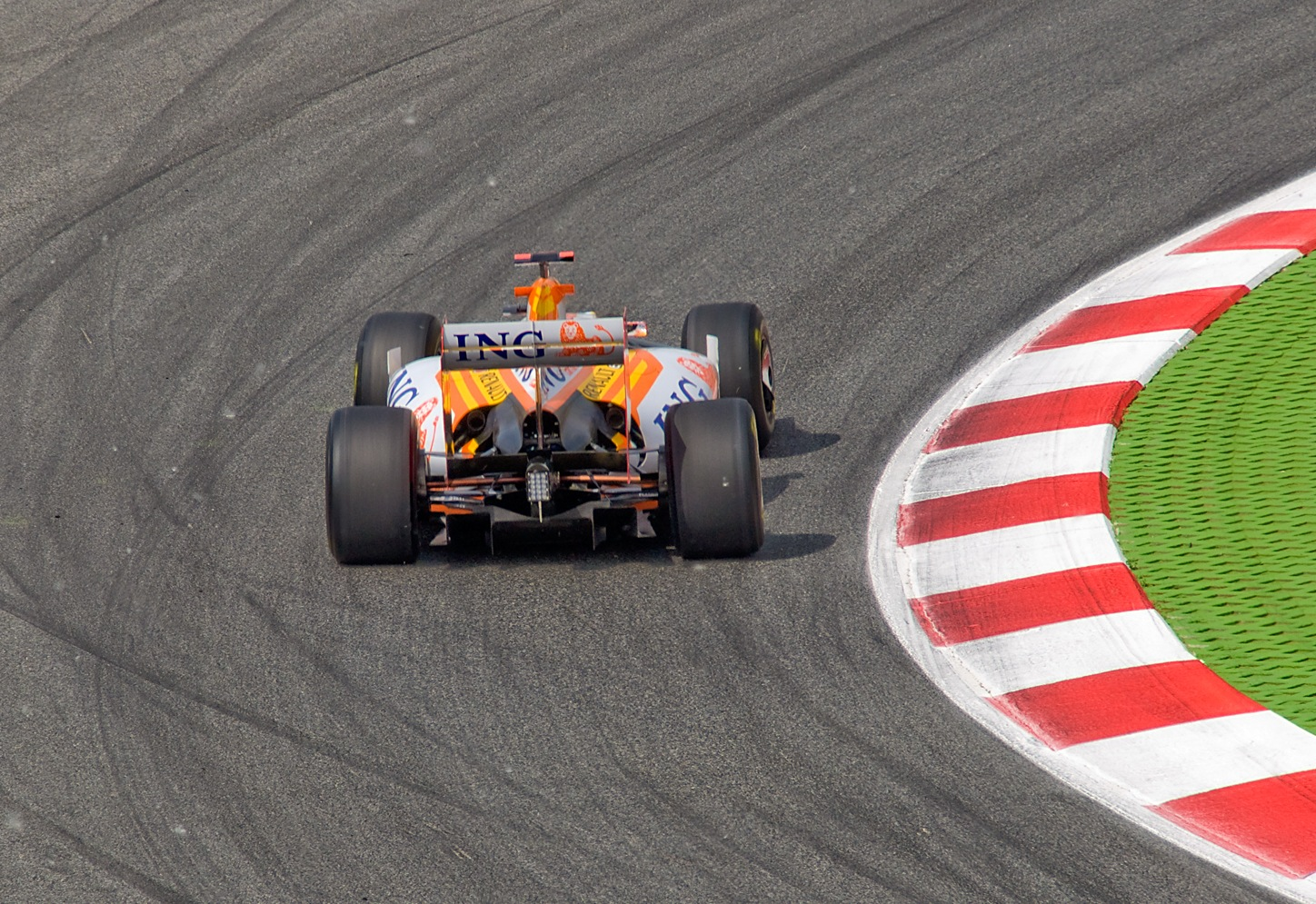
Гран-при Испании 2009 года
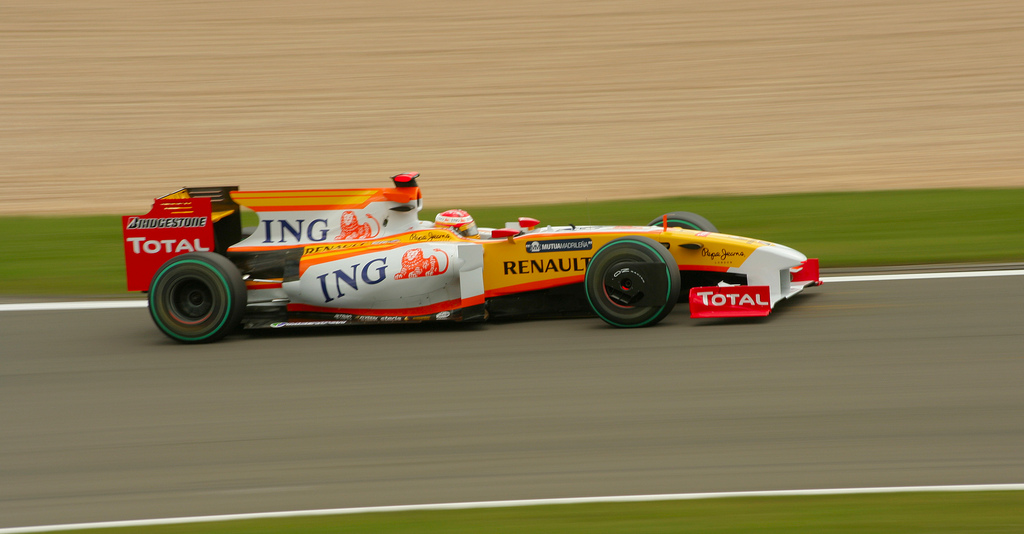
Алонсо и R29 на Гран-при Германии 2009 года

## Результаты выступлений в Формуле-1
| Легенда к таблице |                                                                    |
| --- | ------------------------------------------------------------------ |
| В таблице перечислены результаты всех Гран-при Формулы-1, в которых использовался автомобиль. Строками таблицы являются сезоны, столбцами — этапы чемпионата мира. В каждой клетке указаны сокращённое название этапа и результат, дополнительно обозначенный цветом. Расшифровка обозначений и цветов представлена в нижеследующей таблице. |                                                                    |
| \| Пример \| Описание \| \| ------------ \| ------------------------------------------------------------------ \| \| 1 \| Победитель \| \| 2 \| Второе место \| \| 3 \| Третье место \| \| 5 \| Финишировал, заработав очки \| \| Сход \| Не финишировал, но при этом заработал очки \| \| 12 \| Финишировал, не получив очков \| \| НКЛ \| Финишировал, но не попал в финальную классификацию \| \| 15 \| Участвовал вне зачёта, либо по отдельной классификации \| \| 18 \| Не финишировал, но попал в финальную классификацию \| \| Сход \| Не финишировал \| \| НКВ \| Не прошёл квалификацию \| \| НПКВ \| Не прошёл предквалификацию \| \| ДСК \| Дисквалифицирован \| \| ИСК \| Исключён из протокола соревнований \| \| ТТ \| Заявлен для участия только в тренировках \| \| НС \| Участвовал в квалификации, но не стартовал в гонке \| \| Т \| Травмирован или болен \| \| ОТК \| Отказ от участия \| \| НТР \| Прибыл на соревнования, но на трассу не выезжал \| \| НПР \| Был заявлен в числе участников, но не прибыл к началу соревнований \| \| О \| Соревнования отменены \| \| \| Не участвовал \| \| Поул-позиция \| \| \| Быстрый круг \| \| |                                                                    |
| Пример | Описание                                                           |
| 1 | Победитель                                                         |
| 2 | Второе место                                                       |
| 3 | Третье место                                                       |
| 5 | Финишировал, заработав очки                                        |
| Сход | Не финишировал, но при этом заработал очки                         |
| 12 | Финишировал, не получив очков                                      |
| НКЛ | Финишировал, но не попал в финальную классификацию                 |
| 15 | Участвовал вне зачёта, либо по отдельной классификации             |
| 18 | Не финишировал, но попал в финальную классификацию                 |
| Сход | Не финишировал                                                     |
| НКВ | Не прошёл квалификацию                                             |
| НПКВ | Не прошёл предквалификацию                                         |
| ДСК | Дисквалифицирован                                                  |
| ИСК | Исключён из протокола соревнований                                 |
| ТТ | Заявлен для участия только в тренировках                           |
| НС | Участвовал в квалификации, но не стартовал в гонке                 |
| Т | Травмирован или болен                                              |
| ОТК | Отказ от участия                                                   |
| НТР | Прибыл на соревнования, но на трассу не выезжал                    |
| НПР | Был заявлен в числе участников, но не прибыл к началу соревнований |
| О | Соревнования отменены                                              |
| | Не участвовал                                                      |
| Поул-позиция |                                                                    |
| Быстрый круг |                                                                    |

| Год  | Команда    | Двигатель  | Шины | Пилоты | 1    | 2     | 3   | 4   | 5   | 6    | 7   | 8   | 9   | 10   | 11  | 12   | 13  | 14   | 15  | 16   | 17  | Место | Очки |
| ---- | ---------- | ---------- | ---- | ------ | ---- | ----- | --- | --- | --- | ---- | --- | --- | --- | ---- | --- | ---- | --- | ---- | --- | ---- | --- | ----- | ---- |
| 2009 | Renault F1 | Renault V8 | B    |        | АВС  | МАЛ ‡ | КИТ | БАХ | ИСП | МОН  | ТУР | ВЕЛ | ГЕР | ВЕН  | ЕВР | БЕЛ  | ИТА | СИН  | ЯПО | БРА  | АБУ | 8     | 26   |
| 2009 | Renault F1 | Renault V8 | B    | Алонсо | 5    | 11    | 9   | 8   | 5   | 7    | 10  | 14  | 7   | Сход | 6   | Сход | 5   | 3    | 10  | Сход | 14  | 8     | 26   |
| 2009 | Renault F1 | Renault V8 | B    | Пике   | Сход | 15    | 16  | 10  | 12  | Сход | 16  | 12  | 13  | 12   |     |      |     |      |     |      |     | 8     | 26   |
| 2009 | Renault F1 | Renault V8 | B    | Грожан |      |       |     |     |     |      |     |     |     |      | 15  | Сход | 15  | Сход | 16  | 13   | 18  | 8     | 26   |

‡ Гонка была прервана из-за погодных условий, гонщики получили половину очков